# Afro-rock
Afro-rock (afro rock) – odmiana muzyki rockowej, popularnej w latach 80. XX wieku, łączącej muzykę rockową z elementami muzyki tradycyjnej ludów afrykańskich (głównie instrumenty perkusyjne). Prekursorem afro-rocka był Fela Kuti.

## Wykonawcy afro-rockowi
- Salif Keïta
- Youssou N’Dour
- Mory Kante
- Paul Simon
- The Police